# Mas-Saintes-Puelles
Mas-Saintes-Puelles é uma comuna francesa na região administrativa de Occitânia, no departamento de Aude. Estende-se por uma área de 27,63 km². Em 2010 a comuna tinha 946 habitantes (densidade: 34,2 hab./km²).